# دافيد كوهين
دافيد كوهين (بالفرنسية: David Cohen)‏ (1922 - 9 مارس 2013) هو لغوي فرنسي متخصص في اللغات الأفريقية الآسيوية.

## روابط خارجية
- قالب:Autorité